# Macharaviaya
Macharaviaya település Spanyolországban, Málaga tartományban. Macharaviaya Almáchar, Vélez-Málaga, Rincón de la Victoria, Moclinejo és Iznate községekkel határos. Lakosainak száma 506 fő (2024).

## Népesség
A település népessége az elmúlt években az alábbi módon változott:
| Lakosok száma | 356  | 367  | 496  | 501  | 504  | 465  | 448  | 480  | 513  | 506  |
|               | 2001 | 2004 | 2007 | 2009 | 2012 | 2014 | 2017 | 2019 | 2022 | 2024 |